# 早稲田大学山岳部針ノ木岳遭難事故
早稲田大学山岳部針ノ木岳遭難事故（わせだだいがくはりのきだけそうなんじこ）は、1927年12月30日に長野県針ノ木岳で発生した遭難事故。スキー中の早稲田大学山岳部員11名が雪崩に襲われてうち4名が死亡した。

## 遭難事故の発生
早稲田大学山岳部では1924年以来、年末年始を利用して針ノ木岳の籠川谷にある大沢小屋にてスキー合宿を行うことが慣例となっており、4回目の今回もリーダーの近藤正以下11名が12月25日に信濃大町駅に着くと、大沢小屋の創設者である百瀬慎太郎が経営する「對山館」に最初の宿を取った。途中大町公園でスキーを楽しみながら、27日の昼には予定通りに部員11名と山岳ガイドの大和由松の計12名が大沢小屋に入った（この他に所用で直ちに参加できなかった4名が30日の午後に到着する予定であった）。しかし、雪で小屋が傷んでおり、小屋の修理に追われ、しかもそれが終わっていざスキーの特訓をしていると天候が悪化して吹雪に見舞われ、当初予定していた冬季幕営が出来なくなるなど、恵まれた合宿とは言えなかった。
12月30日も朝から吹雪いていた。リーダーの近藤はせめて針ノ木岳の本谷でスキーをしようと提案し、午前10時半に11名は台地を上がって本谷に向かった。300メートルほど上がって本谷にある針ノ木雪渓に入り、蓮華岳の赤石沢との合流点にさしかかった午前10時45分頃、一行の前方に白煙が立ち、程なく轟音が鳴り響いた。それを見た近藤が「来た来た！」と叫んでから程なく、11名全員が雪崩に飲み込まれた。幸いにも最後尾にいた2名は下半身だけが埋まった状態で流され、特に10番目の有田祥太郎は奇跡的に腰から上が出た状態になっていたため、急いで這い上がるとすぐ後ろにいたもう1人の河津静重を救出、それから手分けをして身体の一部が露出していた近藤をはじめ山田二郎・渡辺公平・富田英男の計4名を救出した。更に江口新造を掘り出したが、顔色が大変悪かったために大沢小屋に運ばれた。その間に救出されたメンバーからの知らせを受けた留守役の大和由松がシャベルを持って救助に駆けつけてきた。しかし、他のメンバー4名の消息はつかめず、メンバーの凍傷や疲労もあって午後2時に一旦捜索を断念せざるを得なくなった。

## 生存者の救出活動と死亡者の遺体捜索活動
意識を取り戻した江口を含め、生き残った8名は直ちに麓に救援を求めることで一致し、予備のスキーを持っていた近藤と雪崩の被害に遭遇せずかつ現地に詳しい大和の2名が山を下りることになった。2人は午後2時50分頃に出発した。当初は午後8時位までには着くだろうと思われていたが、深く積もった新雪に阻まれて、地元の駐在所と大町警察署に事情を説明して、對山館に到着したのは翌31日の午前4時半頃であった。對山館には30日に大沢小屋に到着している筈であった後発の3名が滞在していた。知らせを受けて午前8時に大町を出発した警察・消防・後発隊が6人が待つ大沢小屋に到着したのはその日の午後8時頃であった。その間に大町には遅れていたもう1名の後発隊メンバーだけでなく、山岳部長の大島正一や別の山行に参加するため向かっていた部員、更に行方不明者の家族などが次々と大町入りをしていた。年を明けても救助活動を助けるために部員やOB、更に家族が詰めかけ続けた。一方で、大沢小屋で救出された6名については凍傷などの治療を最優先すると同時に、救助隊にスペースを明け渡すために下山を指示され、6名は残された4名が見つかるまでは山を下りられないと抵抗したものの、後発隊メンバーらの説得もあり、2日午後に6名は行方不明者の荷物と共に大町に下山した。一方、救出隊は雪崩現場一帯の捜索を始めていたが、吹雪の悪化などがあり、3日には捜索活動の一時中断を決断せざるを得なかった。3日夜には救出隊の一時引き上げを受けて、山岳部と行方不明者の家族の間で協議が行われ、生存の見込みは低いという判断から捜索の一時中止を決定し、6日までに関係者全員が帰京することになった。1月29日、東京の大隈講堂にて4名の追悼式が実施され、4名を追悼する歌曲『北アルプスの犠牲（いけにえ）』（西条八十作詞・山田耕筰作曲）が披露された。
3月になって現場付近に再び捜索隊が送られたものの、積雪量が3メートル以上、場所によっては8メートル以上あり、雪崩発生のリスクがあることから十分な活動が出来ないまま打ち切られた。その代わり、遭難現場一帯の状況把握に努めて帰京した結果、ある程度雪が溶けて、かつ雪崩のリスクが減少する5月下旬以降にならないと捜索が出来ないであろう、また遺体が白骨化していた場合、梅雨以降の降水によって下方が流される新たなリスクも考慮されるため、余り遅くならない方が良いという判断を下されることになった。
5月20日以降、少人数による交代制で雪解け水の水流のルートを塹壕を掘っていく要領で水流の上の雪を掘り進め、それを雪崩遭難地点に向けて遡る方法で捜索が行われた（遺体が見つからないのは深い雪層の下にあると考えられたため）。しかし、未だに厚い雪層の下の層を雪解け水の激流を流れる場所での捜索作業は困難を極めた。そして、6月5日午後5時半頃、雪崩の遭難現場より約300メートル下の雪中（積雪3メートルのうち、深さ1メートル地点）から腐敗が進行した遺体が見つかり、残された遺留物から行方不明の関七郎と判明した。その2日後、捜索隊のサポートをする人夫役を務めていた地元の人が下山する途中、関の遺体が発見された場所から100メートル離れた場所（雪崩の現場よりも約380メートル下）に手袋が自然露出しているのを見つけた。慌てて駆けつけると、それは遺体であることが確認され、更に遺留品から上原武夫であることが判明した。更に10日には上原の発見場所からわずか5メートル斜め下の場所から山本勘二の遺体が発見された。残りは家村貞治のみとなったが、この頃から梅雨に伴う天候の悪化などで作業が停滞を始めた。そして、一帯を豪雨が襲った翌日の6月25日の早朝、前日の豪雨で雪が解けた遭難現場から約130メートル下の地点から家村の遺体が発見された（なお、発見場所は同月18日の段階で既に1メートル以上掘られていたが遺体を見つけられなかったため、それよりも下の雪層に埋もれていたと推測される）。27日に家村の遺体は火葬されて、既に火葬されて大沢小屋に置かれていた他の3名の遺骨と共に並べられた。そして、翌28日に4人の遺骨は下山し、29日に大町の霊松寺で改めて法要が行われ、半年近くにわたった捜索を終えたのである。